# Megan Cavanagh
Megan Cavanagh (Chicago, 8 november 1960) is een Amerikaanse actrice en stemactrice.

## Carrière
Cavanagh begon in 1984 met het acteren in de theatergezelschap New Age Vaudeville in Chicago, dit heeft zij voor drie jaar gedaan. Met het acteren voor televisie begon zij in 1992 met de film A League of Their Own. 

## Filmografie

### Films
Uitgezonderd korte films.
- 2019 Thumb Wars IX: The Thighs of Skyskipper - als generaal Bunhead
- 2018 Freelancers Anonymous - als June
- 2014 Girltrash: All Night Long – als politieagente Margie
- 2012 Scrooge & Marley – als geest van toekomstige kerst
- 2012 Harvard Court – als Juliet
- 2008 Doraemon: Nobita and the Green Giant Legend – als Reeji (Engelse stem)
- 2007 Big Stan – als lid van comité van de Voorwaardelijke invrijheidstelling
- 2006 The Jimmy Timmy Power Hour 3: The Jerkinators – als Judy Neutron (stem)
- 2006 The Jimmy Timmy Power Hour 2: When Nerds Collide – als Judy Neutron (stem)
- 2005 Miss Congeniality 2: Armed & Fabulous – als Shirley de receptioniste
- 2005 Jimmy Neutron: Attack of the Twonkies – als Judy / Vox 2000 (stem)
- 2004 Jimmy Neutron: Win, Lose and Kaboom – als Judy Neutron / Mrs. Vortex (stemmen)
- 2004 The Jimmy Timmy Power Hour – als Judy Neutron (stem)
- 2004 Raising Genius – als Charlene Hobbs
- 2003 Wasabi Tuna – als Megan
- 2002 Bug – als de metermeid
- 2000 The Expendables – als gevangenisbewaakster
- 1999 A Walk in the Park – als verpleegster
- 1998 The Thin Pink Line – als Mrs. Ledbetter
- 1998 Ted – als buurmeisje
- 1998 Meet the Deedles – als Mo
- 1997 For Richer or Poorer – als Levenia Yoder
- 1997 That Darn Cat – als Lu
- 1995 Dracula: Dead and Loving It – als Essie
- 1994 Junior – als Willow
- 1994 I Love Trouble – als Mrs. Delores Beekman
- 1993 Murder of Innocence – als ??
- 1993 Robin Hood: Men in Tights – als Broomhilde
- 1992 Condition: Critical – als Helene
- 1992 A League of Their Own – als Marla Hooch

### Televisieseries
Uitgezonderd eenmalige gastrollen.
- 2012-2013 Winx Club: Beyond Believix - als Queen Luna / Queen Niobe - 3 afl.
- 2008-2009 The Mighty B! – als Hilary  Higgenbottom (stem) – 8 afl.
- 2006-2009 Exes & Ohs – als Chris – 16 afl.
- 2007-2008 Tak & the Power of Juju – als Slog (stem) – 6 afl.
- 2002-2006 The Adventures of Jimmy Neutron: Boy Genius – als Judy Neutron (stem) = 44 afl.
- 1998-1999 Home Improvement – als Trudy McHale – 5 afl.
- 1996-1997 The Real Adventures of Jonny Quest – als Julia (stem) – 6 afl.
- 1993 A League of Their Own – als Marla Hooch – 6 afl.

- International Standard Name Identifier: 0000 0000 5355 0816
- Library of Congress Control Number: no2007040065
- Virtual International Authority File: 4705174
- WorldCat: E39PBJxmHbx9dwdK67vkxC3JDq